# St. Martin (Tettens)

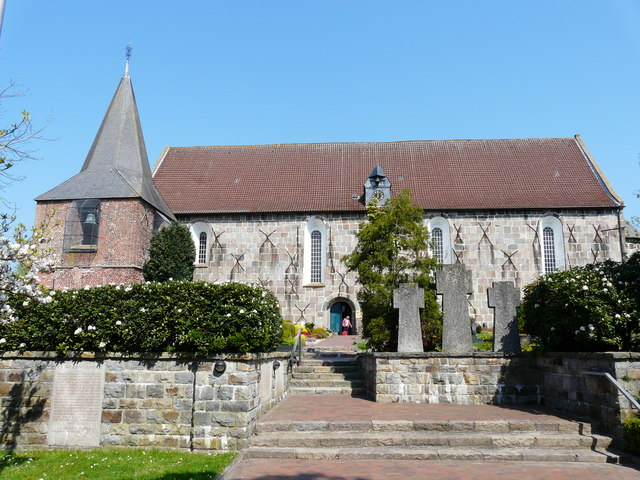
St.-Martins-Kirche in Tettens

Die evangelisch-lutherische Kirche St. Martin (auch Tettenser Kirche) ist eine denkmalgeschützte Kirche in Tettens in der Gemeinde Wangerland in Niedersachsen. Die spätromanische Granitquaderkirche wurde im 12. oder 13. Jahrhundert errichtet.

## Geschichte
Die heutige St.-Martins-Kirche wurde um 1143 auf einer 7,50 Meter hohen Warft gebaut, die Kirchengemeinde gibt das frühe 13. Jahrhundert dafür an. Die Kirche soll zwei Vorgänger in Holzbauweise gehabt haben. Dies wird aus Funden geschlossen, die man bei Renovierungsarbeiten 1965/1966 fand. 1210 gab der Erzbischof von Bremen die Kirche durch den zuständigen Pastor der Sendkirche St. Sixtus und Sinicius in Hohenkirchen für den Gottesdienst frei. Erst rund 100 Jahre später wurde die Kirche „Tettensze in Wanga“ dann offiziell durch den Erzbischof von Bremen eingeweiht. Zum ersten Pastor wurde Hero von Felde bestimmt. Über die Prediger seit der Reformation existieren ausführliche Aufzeichnungen.
Das Innere der Kirche wurde ab 1717 im Barockstil umgestaltet. Die Holzdecke des Kirchenschiffs wurde 1717 mit einer entsprechenden Deckenmalerei versehen. Der spätgotische Flügelaltar wurde 1730 renoviert und erhielt bei dieser Gelegenheit das Rankenwerk als barockes Schmuckelement in der Predella und in seinem Aufsatz.
Im Zweiten Weltkrieg wurde das Dach der Kirche bei einem Bombenangriff am 11. Februar 1943 durch eine Luftmine stark beschädigt. Die Pastorei der Kirchengemeinde erlitt ebenfalls Beschädigungen.

## Architektur

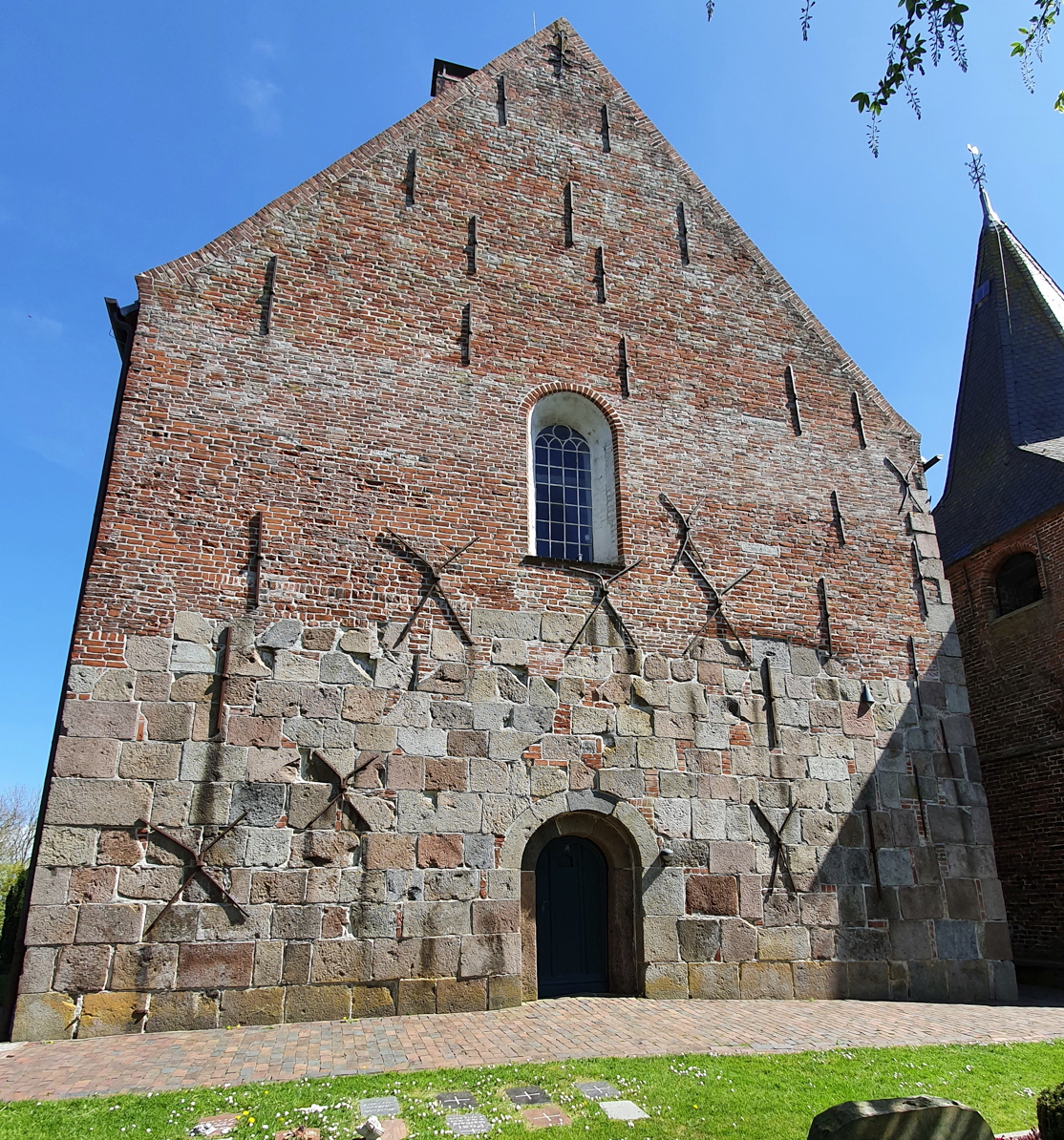
Westgiebel aus Granit und Backstein

Die heutige Kirche ist eine spätromanische Granitquaderkirche mit hoch sitzenden Rundbogenfenstern in den Längswänden und einer eingezogenen, nach Osten halbrund gewölbten Apsis. Die Mauern der 44 Meter langen und 14 Meter breiten Kirche bestehen überwiegend aus Granitquadern, die aus statischen Gründen mit zahlreichen eisernen Mauerankern verstärkt wurden. Der Westgiebel ist im oberen Teil aus Backstein. Das Fundament der Kirche unter der untersten Lage Granitsteine besteht aus einer rund drei Meter dicken Schicht aus abwechselnd fünf Zentimeter Lehm und Muschelkalk. Die Innenmaße der Kirche betragen in der Länge 36,5 Meter und in der Breite 10,7 Meter, die Höhe beträgt 10,4 Meter. Das Mauerwerk hat eine Stärke von 1,8 Metern und besteht von außen aus den bereits erwähnten Granitquadern und innen aus Ziegelsteinen.
Die Kirche besitzt noch ihre drei ursprünglichen Eingänge, die alle eine Rundbogenform haben. In den Türlaibungen sind innen Nischen zur Aufnahme von Sperrbalken zum sicheren Verschluss der Türen zu erkennen. Der Südeingang ist heute der Haupteingang zur Kirche. Der Westeingang wird in erster Linie bei Beerdigungen genutzt. Der auch noch erhaltene Nordeingang dient heute nicht mehr als Zugang zur Kirche, sondern führt in den Heizungsraum der Kirche.
Der Turm steht südlich des Westgiebels und wurde um 1500 aus Backstein errichtet. Er hat ein spätgotisches Korbbogenportal und als Dach einen spitzen Pyramidenhelm.

### Flügelaltar

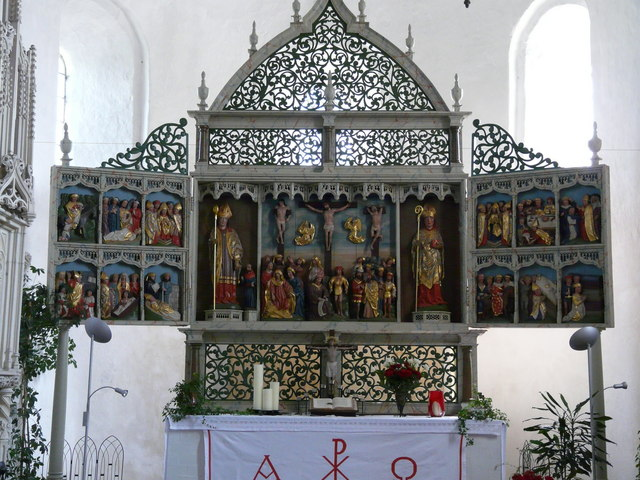
Der Flügelaltar

Der spätgotische Flügelaltar der Martinskirche wurde um 1480 in einer regionalen Werkstatt geschnitzt. Inschriften auf der Rückseite weisen darauf hin, dass 1730 der Altar eine barocke Erweiterung erhielt in Form einer Predella mit ornamentalen Schnitzereien unterhalb des Mittelschreins und einem Aufsatz mit Rankenwerk oberhalb der figürlichen Darstellungen. Der dreiteilige Altaraufsatz  zeigt ein Mittelfeld, auf dem die Kreuzigung Christi figurenreich dargestellt wird. Die untere Ebene wird von drei Figurengruppen ausgefüllt. Zur linken Gruppe gehören Maria, Johannes, wahrscheinlich Longinus sowie drei weitere Figuren. Der Schreiber, der die Kreuzesinschrift verfasst, ist der Dreiergruppe unter dem Kreuz zugeordnet. Die Gruppe auf der rechten Seite umfasst Soldaten, Juden und den Hohenpriester. Die annähernd quadratische Kreuzigungsszene wird von Statuen des Hl. Martin und Thomas Becket flankiert, die auf polygonalen Sockeln stehen. Nach oben wird das Mittelfeld von fünf Baldachinen mit Kielbögen und filigranem Maßwerk abgeschlossen.
Je sechs Reliefs auf den zweigeschossigen Seitenflügeln widmen sich zwei Heiligenlegenden. Die Felder werden durch gedrehte Säulen getrennt, die in Kielbögen mit Maßwerk übergehen.

Auf dem linken Flügel sind Szenen aus dem Leben des Kirchenpatrons
dargestellt. Sie beginnen mit der bekannten Mantelteilung. Es folgen in Leserichtung: Christus erscheint im Traum dem Hl. Martin – Seine Weihe zum Bischof von Tours – Martin feiert die Messe – Er erweckt Tote – Martin auf dem Sterbebett.

Der rechte Flügel ist dem Leben des Hl. Thomas gewidmet. Der 1163 zum Erzbischof von Canterbury in England ernannte Thomas Beckett widersetzte sich dem damaligen englischen König Heinrich II., wurde daraufhin 1170 ermordet und wenig später heiliggesprochen. Die Reliefs zeigen: Bischofsweihe – Thomas wäscht Bettlern die Füße – Der Papst segnet Thomas – Die Verspottung des Heiligen – Seine Ermordung – Ludwig VII. betet am Grabe des Heiligen.

### Sakramentshaus
In der Nähe des Altars befindet sich das Sakramentshaus, das in vorreformatorischen Zeiten zur Aufbewahrung der geweihten Hostien diente. Es ist aus Baumberger Sandstein gemeißelt und wurde in den Jahren 1523 bis 1525 geschaffen. Der Künstler ist unbekannt, dürfte jedoch, wie auch das Material, aus Westfalen stammen, zumal das Werk Ähnlichkeit mit Arbeiten aus der Werkstatt des Berndt Bunekemann aus Münster hat.
Das spätgotische Sakramentshaus ist acht Meter hoch und steht auf einem kreuzförmigen Sockel, der mit drei Löwen und einem Hund verziert ist. Der Schrein hat an zwei Seiten eine Gittertür und an den anderen beiden Seiten eine Steinplatte. Der viergeschossige obere Turmaufbau ist reich mit zierlichem Maßwerk, Fialen und Krabben gestaltet und wird von einer Kreuzblume bekrönt. Die Schreinplatte an der Nordseite trägt folgende lateinische Inschrift:

„Anno Domini MCCCCCXXIII obiit venerabilis dominus alvericus pastor huius ecclesie in pio leto Crispini et Crispiniani cuius anima requiescat in pace. Amen.“

„Im Jahre des Herrn 1523 verschied Ehrwürden Herr Alverich, Hirte dieser Gemeinde, am Gedenktag von Chrispin und Chrispian. Seine Seele ruhe in Frieden.“

Eine weitere Inschrift an der Südseite des Schreins trägt den Namen des Stifters mit seinem Wappen (Doppelkopfadler) und nennt die Jahreszahl: „Ome Hoeflinck to Mitdoch MCCCCCXXV“ (1525).
Der Legende nach wurde das Sakramentshaus vom Junker Ome von Mitdoch zur Sühne gestiftet. Er hatte den Tettenser Pastor Alverich angeblich während der Predigt mit einer Armbrust getötet, weil dieser mit dem Gottesdienst begonnen hatte, ohne auf den zu spät kommenden Junker zu warten.
An der Nordseeküste findet man lediglich drei weitere Sakramentshäuser, und zwar in Norden, in Arle und in Dorum (Land Wursten).

### Kanzel

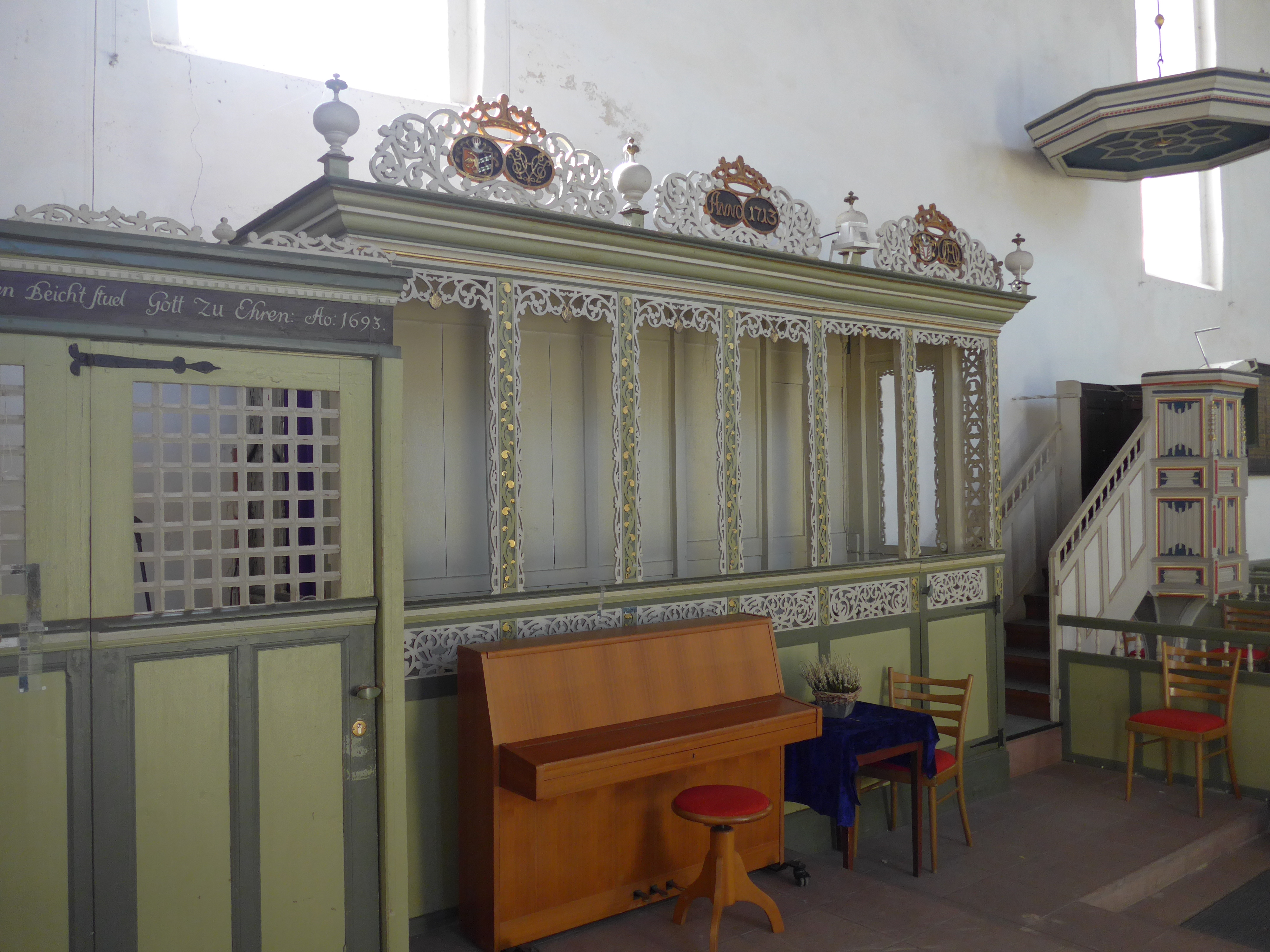
Beichtstuhl von 1693, Prieche von 1713 und Kanzel von 1564

Die aus dem Jahr 1564 stammende polygonale Kanzel ruht an der Südseite des Langhauses der Kirche auf einem viereckigen Fuß. Sie gehört zu den ältesten des Oldenburger Landes. Sie ist schlicht gestaltet und weist eine klare Gliederung der Flächen ohne figürliche Darstellungen auf. Die geschnitzten Faltwerkfüllungen sprechen dafür, dass spätgotische Teile der 1538 zerstörten Vorgängerkanzel von 1475 wiederverwendet wurden.

### Taufstein
Der barocke Taufstein der Kirche ist aus weißem Marmor gefertigt und datiert um das Jahr 1750. Das Taufbecken wird durch eine aus Holz geschnitzte Amphore abgedeckt, die bei Taufen komplett vom Taufstein abgenommen werden muss. Die Herstellung der Abdeckung wird auf das Jahr um 1850 geschätzt. Die Abdeckung war jahrzehntelang nicht in Benutzung, da sie wegen ihrer Eichenlaubgirlande als unpassend empfunden wurde. Dank eines Mitarbeiters der Gemeinde wurde sie jedoch nicht, wie zunächst angeordnet, entsorgt, sondern auf dem Dachboden der Kirche eingelagert. Seit ihrer Wiederentdeckung wird die Abdeckung wieder zusammen mit dem Taufbecken in der Kirche gezeigt.

### Beichtstuhl von Mieniet Rinitz
An der Südwand der Kirche befindet sich ein Beichtstuhl, der rund 150 Jahre nach der Reformation angeschafft wurde. Er wird heute als Sakristei genutzt. Der Beichtstuhl trägt die Inschrift:

„Hartwich Brand Fischer, Pastor in Tettens (1691–1703) und Mieniet Rinitz gaben diesen Beichtstuhl Gott zu Ehren 1693“

### Deckenmalerei
Die Balkendecke des Kirchenraumes wurde 1717 restauriert und erhielt bei dieser Gelegenheit von Christian Krüger eine für die Region ungewöhnliche Bemalung im Barockstil. Motive auf der Decke sind weiße Akanthusranken auf rotem Grund, die ihren Ursprung aus zwischen den Balken liegenden religiösen Medaillons nehmen. Fast alle Medaillons haben Schriftzüge wie z. B. „GOTT SCHAFFET DIE WELT UMB DIE SÜNDE“, „GOTT IST GNEDIG“ „CHRISTUS DIE QUELLE“ oder „CHRISTUS IST DIE TRAUBE“. Einige Texte sind jedoch auf Grund der alten Schreibweise und der historischen Gestaltung schwer zu entziffern. Zum Erhalt der Bemalung wurde die Decke bereits mehrfach erneuert, jedoch ist der Mittelteil noch im Originalzustand erhalten.

### Gestühl
Ursprünglich wurde in Tettens – wie in anderen mittelalterlichen Kirchen auch – der Gottesdienst im Stehen gefeiert. Wann genau das Kirchengestühl in die St.-Martin-Kirche eingebaut wurde, ist bislang unbekannt. Einziger Hinweis ist die Jahreszahl 1672, die sich in einer Tür des Gestühls eingeschnitzt findet. Ob damit ein Hinweis auf das Datum des Einbaus gegeben wird, ist allerdings umstritten.

### Empore
An der Nordwand zieht sich eine Empore, der sog. ""Garmser Boden" von 1693 entlang. Seine Füllungen zeigen gemalte Tugenden und Apostel; der östliche Abschnitt ist von 1713.

### Orgel

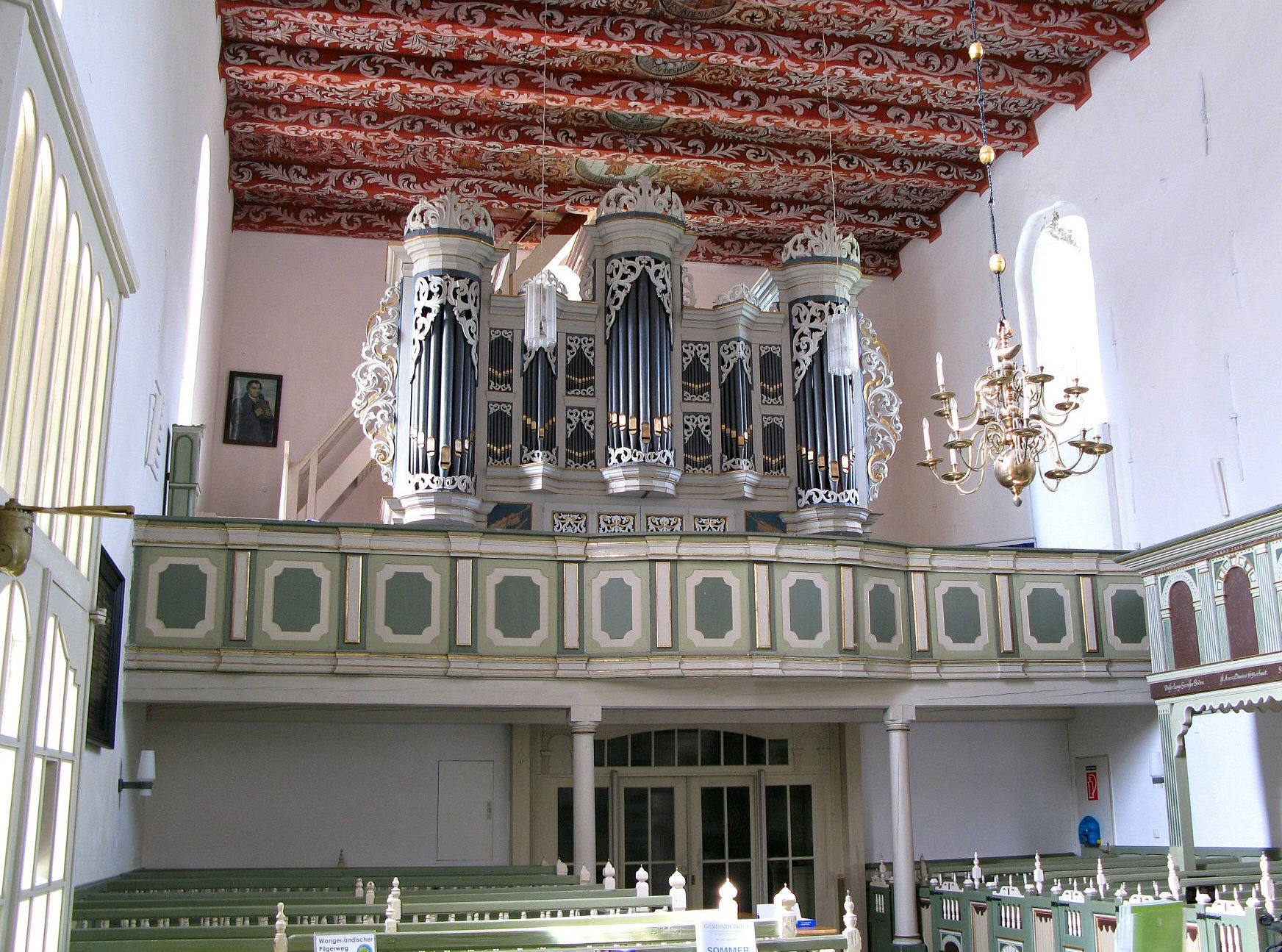
Orgel von Alfred Führer (1970) im historischen Gehäuse von Eilert Köhler (1744)

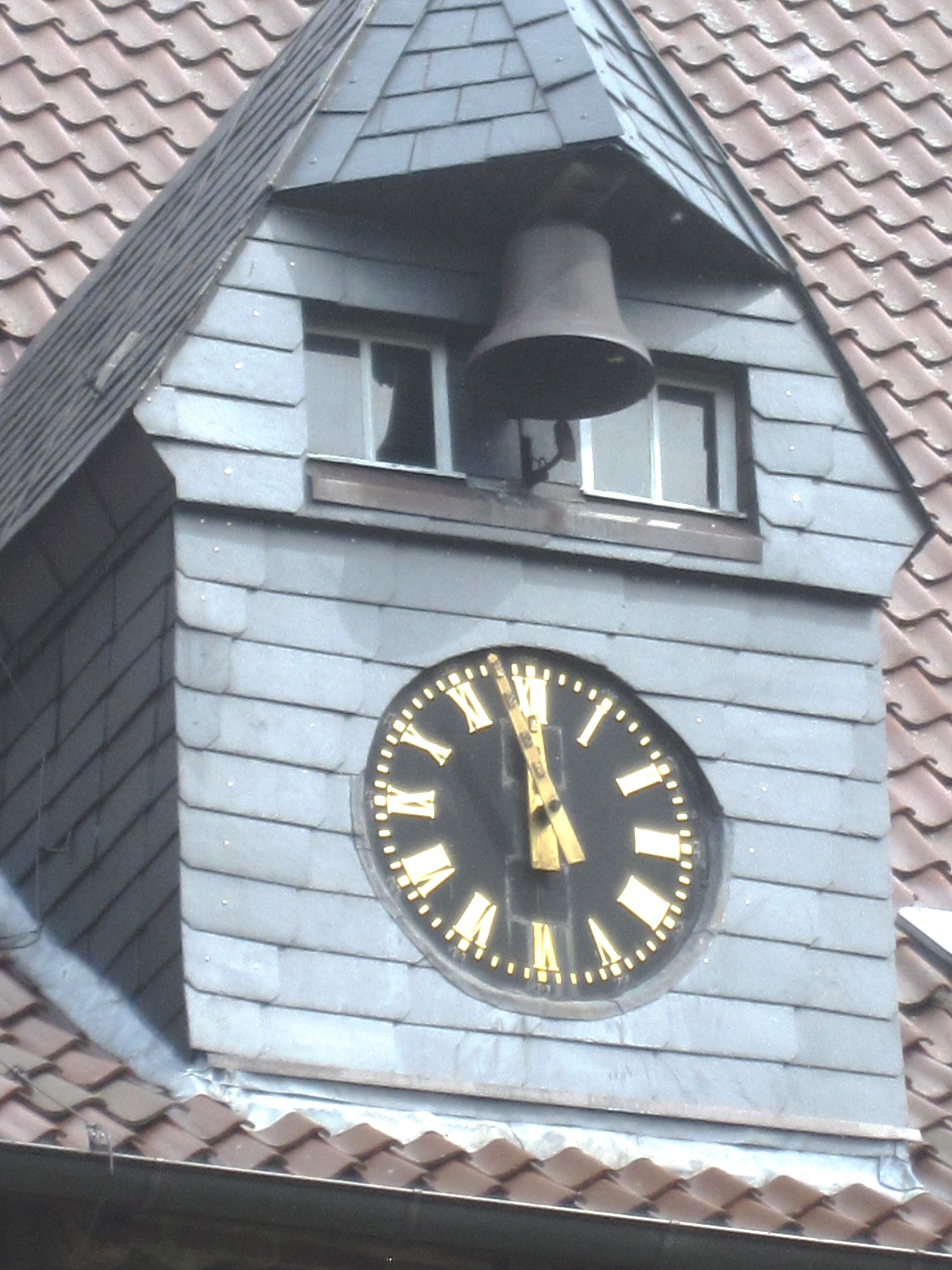
Uhrengaube

Erstmals ist eine Orgel für das Jahr 1540 bezeugt, die einem Brand zum Opfer fiel. Im Jahr 1575 war eine neue Orgel vorhanden, die von Fräulein Maria von Jever gestiftet wurde. Orgelbaumeister Eilert Köhler aus Burhave baute 1744 eine neue Orgel ein, die über 24 Register verfügte, verteilt auf zwei Manuale und Pedal. Johann Martin Schmid ersetzte das Instrument durch einen Neubau mit 20 Registern auf pneumatischen Kegelladen im alten Gehäuse. Im Jahr 1935 erfolgte ein Umbau durch Alfred Führer, bei dem der Schwellkasten entfernt wurde. Dieselbe Firma schuf 1970 einen Neubau unter Einbeziehung des historischen Prospekts einschließlich der alten Prospektpfeifen. Der neunachsige Prospekt wird durch drei überhöhte polygonale Pfeifentürme geprägt, zwischen denen zwei Spitztürme angebracht sind. Vier doppelgeschossige Flachfelder vermitteln zwischen den Türmen. Seit dem Einbau des vakanten Registers Gedackt 8′ im Pedal im Jahr 2002 verfügt die Orgel über 24 Register mit folgender Disposition:
| I Hauptwerk C–g3 |       |
| Quintade         | 16′   |
| Principal        | 8′    |
| Rohrflöte        | 8′    |
| Oktave           | 4′    |
| Gedacktflöte     | 4′    |
| Quinte           | 2 ⁄3′ |
| Oktave           | 2′    |
| Mixtur IV–VI     | 1 ⁄3′ |
| Zimbel III       |       |
| Trompete         | 8′    |

| II Brustwerk C–g3 |       |
| Gedackt           | 8′    |
| Blockflöte        | 4′    |
| Principal         | 2′    |
| Quinte            | 1 ⁄3′ |
| Terzian II        |       |
| Scharf III        | 2⁄3′  |
| Dulzian           | 8′    |

| Pedal C–f1      |       |
| Subbass         | 16′   |
| Principal       | 8′    |
| Gedackt         | 8′    |
| Oktave          | 4′    |
| Bauernflöte     | 2′    |
| Rauschpfeife IV | 2 ⁄3′ |
| Trompete        | 8′    |

- Koppeln: II/I, I/P, II/P
- Tremulant

## Historische Uhr der Kirche
Auf der Südseite des Kirchendaches befindet sich mittig die historische Uhr der Kirche. Das Uhrwerk befindet sich auf dem Dachboden der Kirche und zeigt die Uhrzeit außen über eine Uhrengaube mit Zifferblatt an. Über dem Zifferblatt befindet sich eine Uhrenglocke, die über ein Hammerwerk angeschlagen wird und so die Uhrzeit verkündet. Die Glocke erklingt halbstündlich mit einem Glockenschlag und schlägt zur vollen Stunde jeweils die entsprechenden Stundenzahl.

## Glockenturm
Der aus Backsteinen gemauerte Glockenturm der Kirche steht wie bei fast allen Kirchen auf der ostfriesischen Halbinsel separat und entstand um 1500. Er befindet sich südwestlich der Kirche und hat eine quadratische Grundfläche von 6,60 × 6,60 Metern. Der achteckige Turmhelm des Glockenturms ist mit Schiefer eingedeckt und entstand 1881. Im Glockenturm befinden sich drei Glocken. Die schönste der drei ist die Magdalenenglocke, die ursprünglich aus Berdum im Harlingerland stammt und 1541 von den Tettensern bei einem Rachefeldzug von Maria von Jever ins benachbarte Harlingerland geraubt wurde. Der Feldzug war die Antwort auf einen ein Jahr zuvor verübten Überfall der Harlinger auf Tettens, bei dem Teile der Kircheninnenausstattung verwüstet und geplündert worden waren.
Der Glockenturm trägt seit Oktober 1950 auf der Südseite ein schlichtes, rund drei Meter hohes Holzkreuz, das an die Toten in der ostdeutschen Heimat erinnert.